# 博文书院

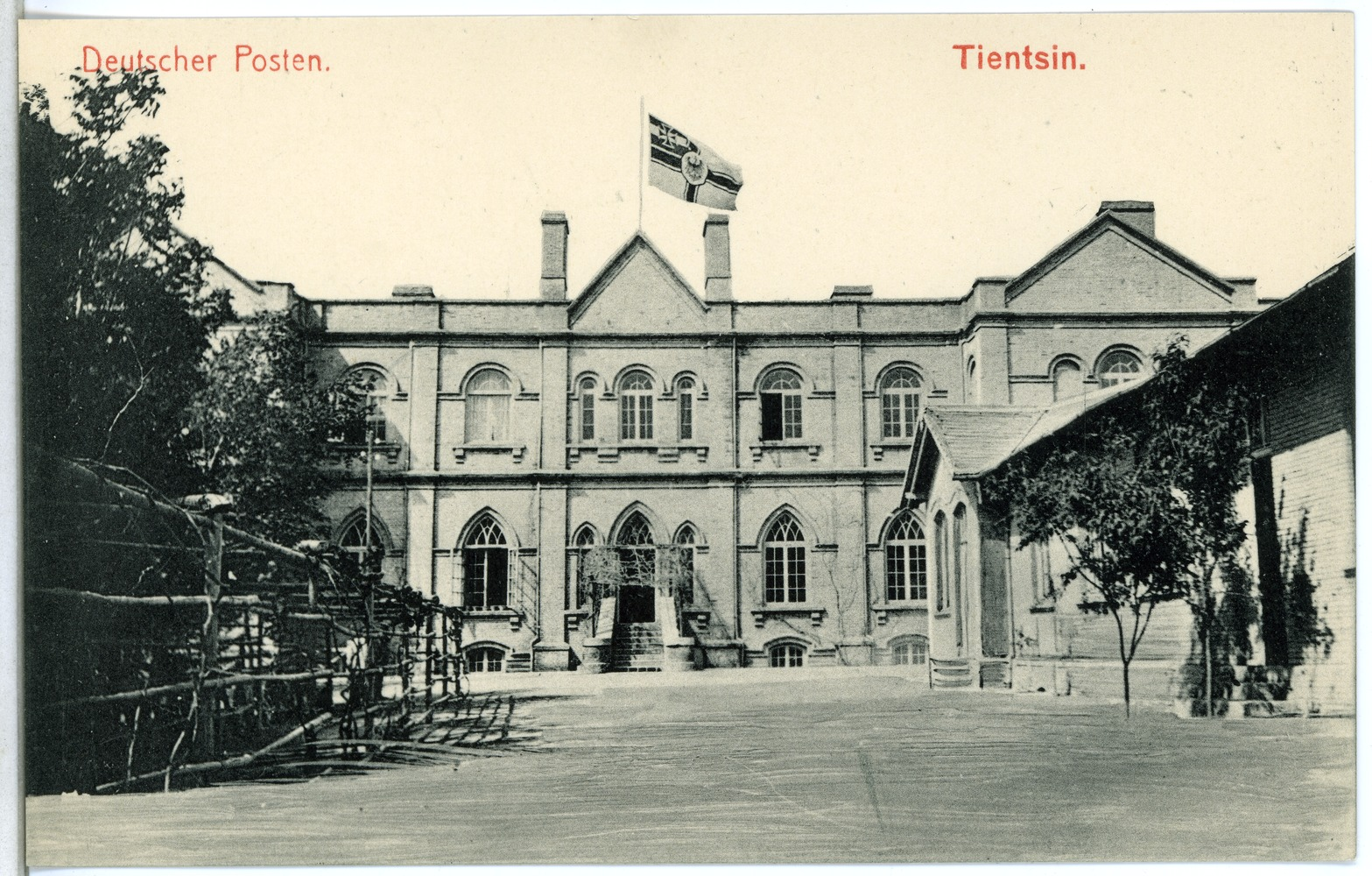
1912年时的博文书院校舍

博文书院，是清光绪十二年（1886年）时任天津海关税务司德璀琳和津海关道周馥禀请时任直隶总督兼北洋通商大臣李鸿章批准，拟在天津梁家园外建立的一所西文学堂，即专门培养外语人才的学校。博文书院筹建的定位是“习中国有益之西学，仍兼诵中国诗文经史，学制六、七年”，毕业后为清廷服务。
在校舍落成之后，但由于人事变动、办学理念、资金筹措等多种原因，博文书院历经多年未能开办招生，建成的校舍则长期空置被抵押给德华银行天津分行，至1895年被从银行赎回，以用作北洋大学开办初期的校舍。1900年八国联军占领天津后，因位于天津德租界，博文书院校舍一度被用作德军司令部因而成为义和团攻击的目标。在划入天津德租界后，博文书院校舍被用于兴办服务于德租界侨民教育的德华学堂中小学教育等用途。在德租界被收回后，博文书院校舍先后开办大营门中学及直隶省第一女子学校等，期间一度停办拟开办美术学校未成功。根据1946年中华民国行政院河北平津区敌伪产业处理局天津办公处的文件《北洋工学院请发还校舍案卷第一册》中，博文书院校区的产权直至1946年在法律意义上仍归北洋工学院（北洋大学）所有。
目前，博文书院校舍，即北洋大学堂头等学堂大楼于1970年代被拆毁，已不复存在，为天津市海河中学、解放南园、天津市排水管理处和居民楼所占据。2015年，天津大学北洋园校区启用时，以博文书院命名了校内的博文北路、博文中路和博文南路，9月28日，北洋园校区启用仪式时，天津大学将取自博文书院旧址的一抔泥土放入天津大学北洋园新校区的封土台以示传承和纪念。

## 历史

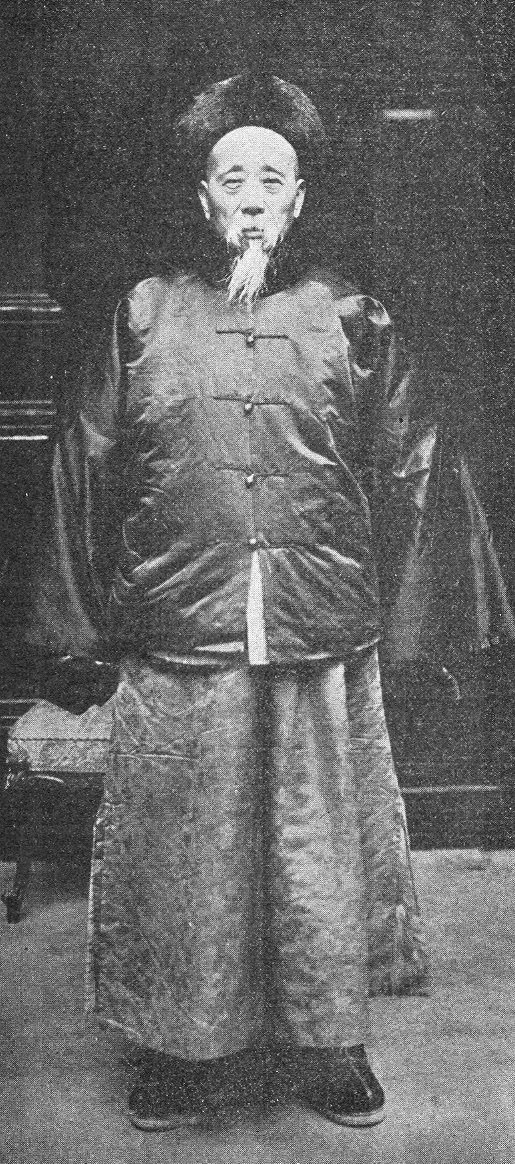
申请举办博文书院的津海关道周馥

### 名称争议
有观点认为，博文书院又称Tenney's College，中文译作吞纳学院，并将吞纳学院和博文书院、北洋西学学堂、北洋大学混淆使用。但事实上，吞纳（Tenney）源自美国传教士、外交官丁家立（Charles Daniel Tenney）的英文姓氏，英文报刊所称“吞纳学院”（Tenney's College）是指其任北洋大学堂首任总教习期间对北洋大学堂的别称。

### 创办
博文书院最初由时任津海关道周馥申请举办，禀请李鸿章批准建立天津第一所专门培养外语人才的学校，取“博文治学，教育救国”之意，定名为博文书院，拟招收高层次的中国知识分子学习外语。期间具体的建设营造则主要由天津海关税务司、天津英租界工部局董事长德璀琳与后任津海关道刘汝翼协商决定。

### 建设

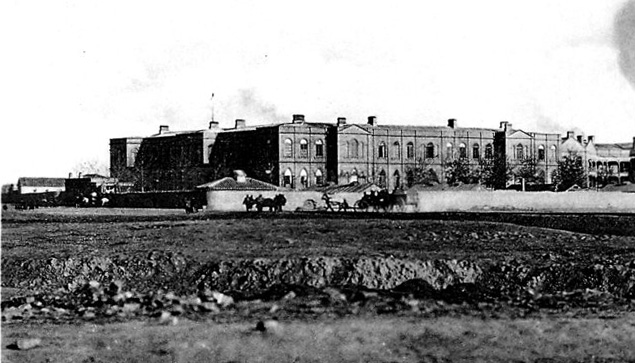
博文书院校舍

天津海关税务司、天津英租界工部局董事长德璀琳在外国侨民和洋务官僚中募得一笔捐款，用作博文书院的办校资金，在天津大营门外梁家园村建立起一片四合院式的德国日耳曼式的大楼。
1887年8月8日《申报》记载“津海新关税务司德璀琳奉李傅相（李鸿章）之命，就梁家园营门外建造博文书院，教授中西各学。自去冬兴工，业今，工已及半。核其基址，一百一十余亩（约7.33万平方米）。所建西式楼房，南北长英尺二十一丈九尺二寸（66.8米）、东西二十二丈五尺二寸（68.6米）。地上垫高一尺五寸（0.45米）。平屋高十七尺(5.1米)、（二层）楼高十五尺(4.5米)。每日工匠约三百人。大约来春可讫事矣。”
由于德璀琳于周馥意见不合等多种原因，博文书院历经多年未能开办，校舍长期空置，被抵押给银行。

### 停滞
博文书院在校舍基本建成后，开办陷入了僵持和停滞，最终未能正式开办和招生，校址闲置被抵押给德华银行天津分行。
至于博文书院为何建成未能开办的原因，1990年天津大学出版社出版的《北洋大学一天津大学校史（第一卷）》认为是由于“周馥与海关税务司德璀琳意见不合，筹款艰难，至将学校抵押给银行，书院未曾开办”。但实际上在1886年博文书院校舍开工时，因户部与李鸿章势力交锋，周馥已调署长芦盐运使，不再担任津海关道一职，办学一事己经不在周馥的管辖范围之内。

## 产权关系

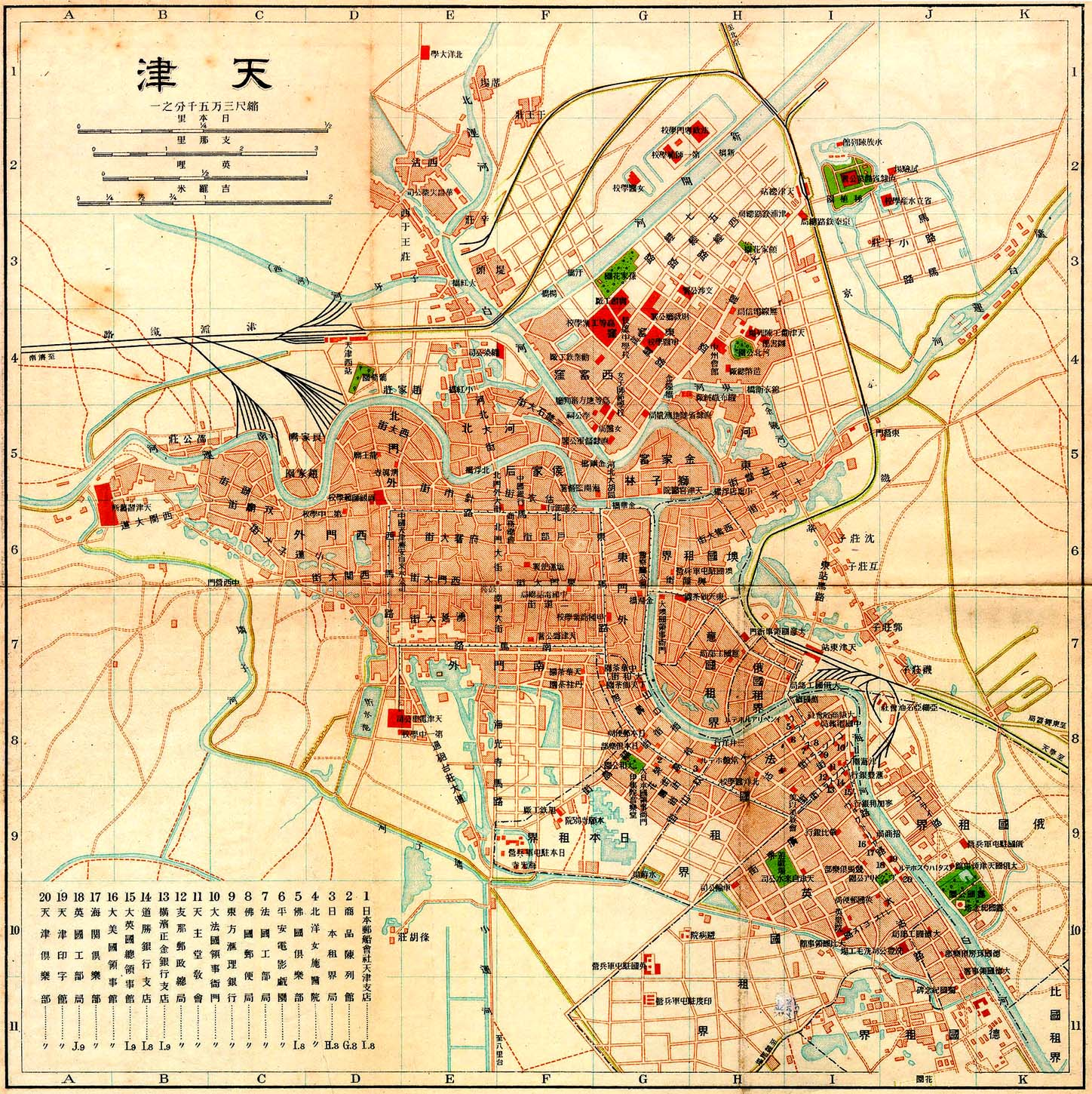
1902年的天津地图右下角有表示兴办博文书院时所兴建的两座建筑物

河北省立天津女子中学借用北侧前头等学堂大楼，天津市特别一区公署借用南侧前二等学堂大楼；特别一区自来水厂借用西南角11亩土地。当时的天津市政府拟将自来水厂设备及厂址售予济安自来水公司，售价为35万元；同时，天津市政府又拟将东侧靠海河路的25亩土地以20万元的售价卖给河北省银行，用以偿还债务，但均未实施，因此博文书院的土地产权关系未发生变化。
在1946年的《特一区国立北洋工学院所有权保存登记》中，河北平津区敌伪产业处理局天津办事处函达北洋工学院的调查报告中明确指出：河北平津区敌伪产业处理局天津办事处函达北洋工学院的调查报告中明确指出：“该房产权仍属北洋大学。据警察六分局郭行政组长声称月前行政院财政部催办各机关关产登记时，该房即按借用北洋大学校产性质造报者，绝无转移买卖情况”。即在1946年之前博文书院校区的房屋和土地的权在法律意义上仍归北洋工学院（北洋大学）所有，期间的德华中学、市立女中、特一区公署等属于借用北洋大学校产，并不拥有其土地及附属物的所有权。

## 校址后续

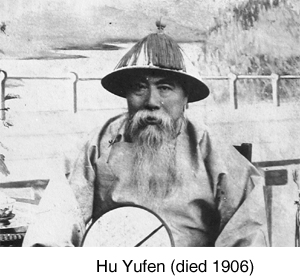
协助盛宣怀筹资将博文书院校舍从德华银行赎回的山东臬台胡燏棻

### 北洋大学时期

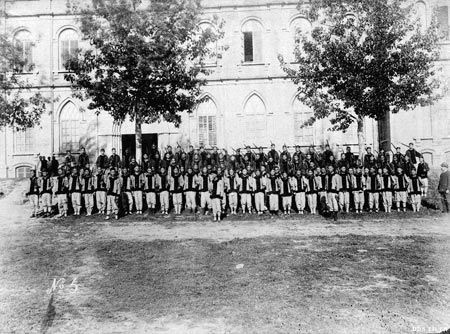
1900年前后，北洋大学在博文书院校舍办学

1895年，直隶总督兼北洋大臣王文韶奏，前津海关道周馥1886年“请在津郡设立博文书院，招募学生，课以中西有用之学。嗣因与税务司德璀琳意见不合，筹款为艰，致将造成房屋抵押银行，未能开办。”故拟利用博文书院校舍开办北洋大学堂。
在时任津海关道盛宣怀的恳请下，山东臬台胡燏棻由粮台募集资金，将博文书院校舍从德华银行赎回，并将其置为公产，后经盛宣怀上奏，光绪皇帝将该校舍拨给北洋大学堂用以建校。10月18日，北洋大学堂在博文书院旧址正式开办。

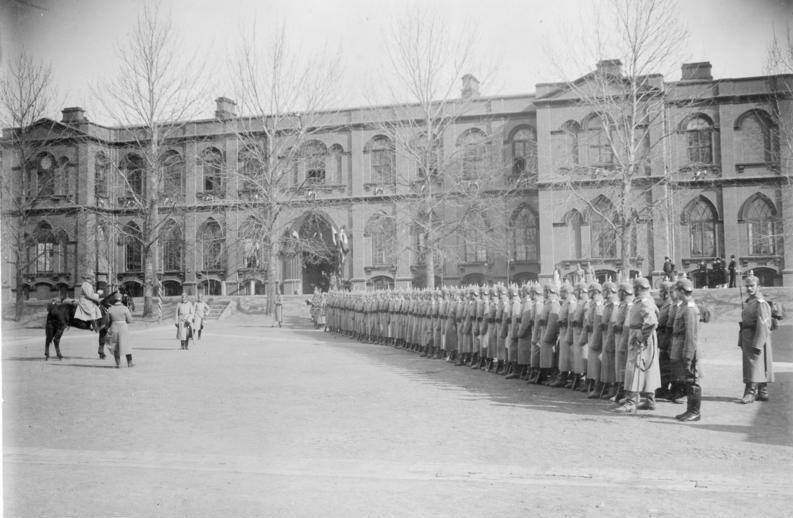
德军曾驻扎于此

### 德国兵营时期
1900年庚子之乱，北京、天津地区成了义和团运动的中心。在庚子之乱中，八国联军控制天津后，博文书院先后遭美军、德军占领和破坏，最后被德军占据为兵营，其控制权己经不在中国人手中。因位于天津德租界，博文书院校舍一度被联军司令阿尔弗雷德·冯·瓦德西用作为其停驻天津期间的联军司令部所在地，并将军械粮秣和战马置于德租界附近的桃源村和三义庄一带。博文书院校舍成为八国联军和义和团冲突的前沿，成为义和团的攻击目标之一，遭到了极大程度上的破坏，校舍中的文档案卷和设备等均遭受了极大的破坏，在此期间北洋大学堂被迫停办。

### 兴办中学至今
1907年，为解决天津德租界内德国侨民子女的上学问题，由当时的德国驻天津领事馆出面，由德商出资、博尔克（Gustav Jahannes Berg）为校长，借用北洋大学堂博文书院旧址兴办了天津德华普通中学校，施行男女生兼收的就读政策。第一次世界大战爆发后，1917年8月14日中国政府宣布接收天津德租界，改为天津特别行政区一区，即特一区。1918年，德国战败后，天津德华中学校的在校学生纷纷退学转校。
1919年，曾在直隶省教育主管部门任职的李金藻出面，接管天津德华普通中学校并将其改组，以所在地命名为天津特别行政区一区大营门中学，继续在博文书院校舍办学，直至1924年大营门中学停办，欲改建美术学校。

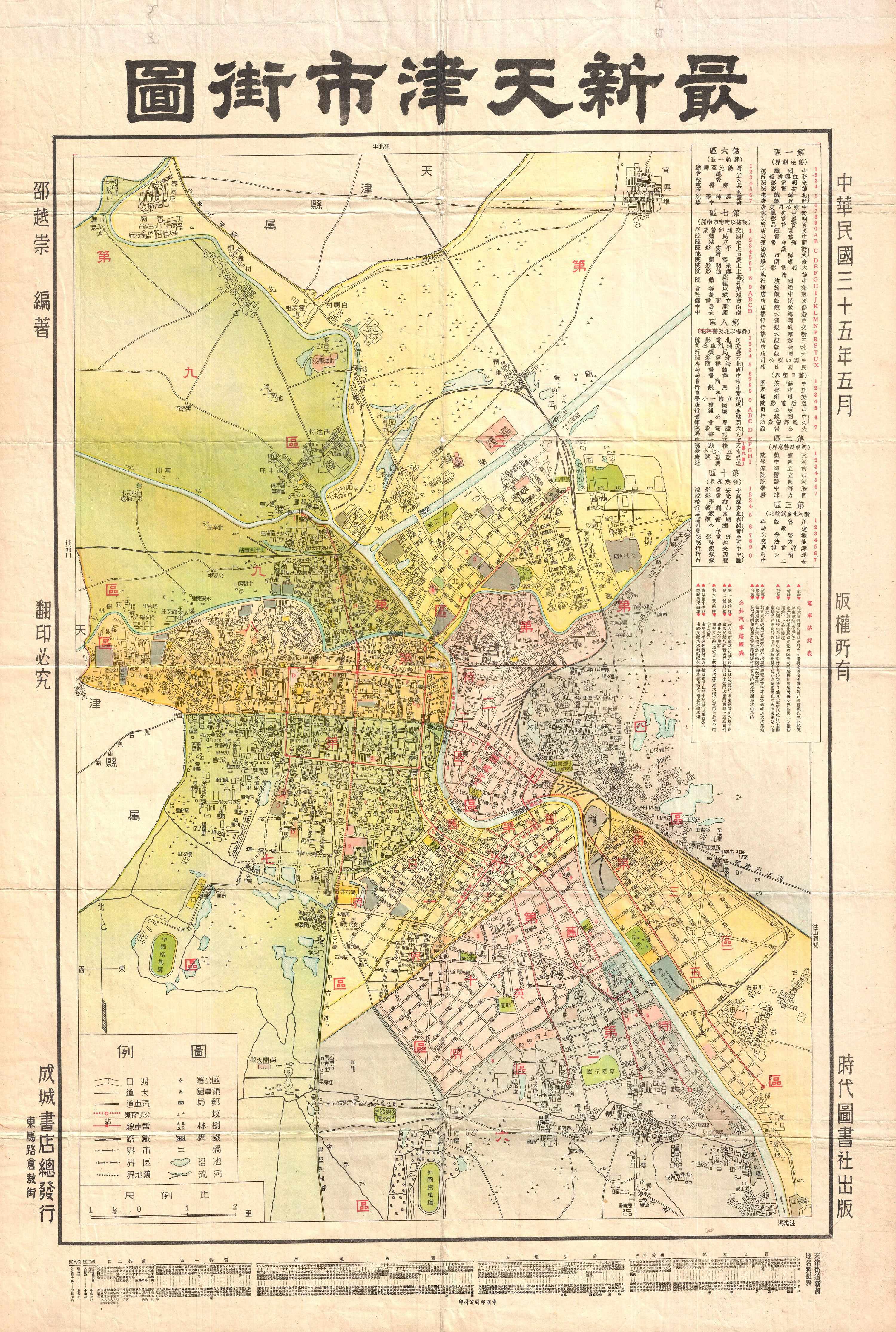
1932年天津地铁右下角标注当时此地为女子中学

1924年4月，直隶省教育厅厅长张瑾见直隶省没有女子中学，建议用停办的大营门中学旧址，借用拟在大营门中学建美术中学的经费，创设“直隶省立第一女子中学校”。经直隶省议会通过，7月初授权步子方、步以諴等人主办女子中学筹建事宜，10月10日直隶省立第一女子中学正式开办。1928年，更名为河北省立第一女子中学校，1933年，更名为河北省省立女子中学校，1941年更名为天津特别市市立女子中学校，1946年，更名为河北省省立女子中学校，1949年，更名为天津市立第一女子中学。1949年，解放军接管天津后，更名为天津市第一女子中学。1968年，在校址基础上组建天津市海河中学，男女兼收至今。

## 后续和纪念
现在，博文书院所在位置西临解放南路，东至海河边的台儿庄路，北临南京路，南界绍兴道区间，为天津市海河中学、解放南园、天津市排水管理处和居民楼所占据。
天津大学因其前身北洋大学曾在博文书院校舍办学，且博文书院的土地及校舍产权至少至1946年在法律意义上仍归北洋工学院（北洋大学）所有，因此天津大学在校史上会提及在博文书院旧址办学时期的历史，亦有研究者称之为“博文书院校区”，但仅追溯北洋大学堂成立以后的校史，未将博文书院的筹备、筹建追溯为校史的一部分。2015年，天津大学公布了《天津大学北洋园新校区道路、楼宇、景观拟命名方案》，以博文书院命名了校内的博文北路、博文中路和博文南路。2015年9月28日，天津大学举办北洋园新校区启用暨校训石揭幕仪式时，曾将博文书院旧址等校区的泥土依序放入天津大学北洋园新校区的封土台以示传承和纪念。
而1968年组建的天津市海河中学则占据了博文书院旧址的所在地，在校史上提及博文书院的历史并将校史追溯至1895年。2016年，天津大学法学院在博文书院所在地的天津市海河中学建立了博文通识教育实践基地。